# Киняпина, Нина Степановна
Ни́на Степа́новна Киня́пина (10 декабря 1920, с. Кадом, Тамбовская губерния — 11 октября 2003, Москва) — советский и российский историк, доктор исторических наук, заслуженный профессор МГУ им. М. В. Ломоносова, специалист по истории внешней и внутренней политики России XIX века, автор более 200 научных работ.

## Биография
Н. С. Киняпина родилась 10 декабря 1920 году в селе Кадом. Склонность к гуманитарным наукам, проявившаяся ещё на школьной скамье, привела её на исторический факультет МГУ, который в 1942 году она с отличием окончила. Поработав некоторое время учителем в средней школе, с 1944 года она начинает преподавательскую деятельность в вузе. Вначале это был МГИМО (Институт международных отношений), а с 1950 года и до последних дней жизни — МГУ. Долгие годы была заместителем заведующего кафедрой истории России XIX — начала XX в., членом диссертационного совета исторического факультета МГУ.
Муж — историк В. В. Гармиза.
Скончалась Киняпина на 83-м году жизни 11 октября 2003 года. Похоронена в Москве на Николо-Архангельском кладбище.

## Научная и педагогическая деятельность
Киняпина была широко известна в научных кругах у нас в стране и за рубежом как специалист по проблемам внешней политики России XIX века. В 1980 году за цикл работ по истории внешней политики ей была присуждена высшая награда Московского государственного университета — Ломоносовская премия. В 1992 году Кембриджский международный биографический центр (Великобритания) присвоил ей почётное звание «Человек XX века» и «Женщина 1992—1993 гг.».
В 2000 году отмечалось 50-летие её работы на кафедре отечественной истории XIX — начала XX века исторического факультета Московского университета и 80-летие со дня рождения. К этому событию был приурочен сборник статей её учеников. Под её руководством было написано и успешно защищено более 150 дипломных работ, свыше 30 кандидатских и докторских диссертаций. Среди её учеников такие известные историки как В. А. Георгиев, С. Л. Чернов, В. В. Дегоев, Л. Б. Хорошилова, Н. Е. Аблова, Р. С. Бзаров, Т. К. Кененсариев, В. Г. Тунян, В. М. Безотосный, О. Р. Айрапетов, М. А. Чепёлкин, болгарка Нина Дюлгерова и многие др.
Итог научной деятельности Киняпиной — более 200 публикаций, среди которых монографии, десятки статей, рецензии, доклады, главы в учебниках по истории России и по источниковедению. Как опубликованные монографии и статьи, так и прочитанные в МГУ спецкурсы она всегда основывала на огромном количестве источников, среди которых преобладали архивные материалы, в особенности из Архива внешней политики России. А историографические разделы её работ всегда свидетельствовали об отличном знании не только отечественной, но и зарубежной литературы по теме (на немецком, французском, английском и болгарском языках).
Кандидатская диссертация Киняпиной, подготовленная под научным руководством академика Н. М. Дружинина, была посвящена русско-австрийским отношениям конца 1820-х — начала 1830-х гг.
Киняпина не ограничивалась изучением лишь внешней политики России. Интерес к экономической истории страны накануне реформ 1860-х гг. вылился в написание ряда статей и докторской диссертации, защищённой в 1965 году и опубликованной в 1968 году в виде отдельной монографии. Эта работа внесла много нового в изучение промышленной политики российского правительства во второй четверти XIX века.
Выход в свет её двух взаимосвязанных работ «Внешняя политика России первой половины XIX века» (М., 1963) и «Внешняя политика России второй половины XIX века» (М., 1974) также стал заметным событием в научном мире. Он, в частности, свидетельствовал о включении в круг научных интересов Нины Степановны новой проблемы — взаимоотношения России с народами, вошедшими в её состав в XIX веке. Рассматривая процесс продвижения России в Среднюю Азию как завоевание, Н. С. Киняпина отрицала традиционную точку зрения о приоритете экономических причин. Она настаивала, что главными мотивами были соображения политические: стремление ослабить позиции Англии на Среднем Востоке, не позволить Лондону создать там блок государств, направленный против России, получить от Англии уступки в ближневосточном вопросе.
Особое внимание рецензентов привлёк методологический подход к национально-государственному строительству на окраинах Российской империи. Такой подход можно назвать новаторским. В советской историографии господствовало мнение, что национальные окраины были колониями России. Тщательно изучив положение окраин и методы административного управления ими, Киняпина пришла к совершенно иному выводу, что так называемые окраины отнюдь не являлись колониями в классическом понимании этого термина, поскольку не были для России ни источником сырья, ни рынком сбыта вплоть до начала XX века.
Коллективный труд «Восточный вопрос во внешней политике России конца XVIII — начала XX века» (М., 1978), ответственным редактором и одним из авторов которого была Киняпина, — свидетельство её увлечения ещё одной научной проблемой. Восточному вопросу она посвятила ряд статей и последнюю монографию.
Киняпина уделяла особое внимание личностям монархов и государственных деятелей. В последние годы жизни её интересовал Николай I. Прочитанный студентам спецкурс и две опубликованные статьи способствовали некоторой реабилитации самодержца.
Существенным был вклад Киняпиной в историографию внешней политики России. Она выступила в качестве рецензента многих монографий и большинства томов серии документов Российского министерства иностранных дел «Внешняя политика России XIX и начала XX века». Особое место в исторической науке занимает коллективный труд «Итоги и задачи изучения внешней политики России: советская историография» (М., 1981). Киняпина в соавторстве со своим учеником В. А. Георгиевым написала 4-ю главу, в которой не только обстоятельно проанализированы многие монографии и статьи по истории внешней политики России с конца XVIII и до середины XIX в., но и высказаны собственные концептуально важные суждения, например, относительно характера заграничных походов русской армии в 1813—1814 гг. С точки зрения Н. С. Киняпиной, поскольку реставрация старых порядков в Европе после разгрома Наполеона не могла быть всеобъемлющей, неправомерно полностью противопоставлять войну 1812—1813 гг. походам 1814—1815 гг. Здесь же выдвигается собственная концепция «эпохи конгрессов Священного союза»: автор разграничивает деятельность данной организации и Четверного союза. По её мнению, нельзя включать в деятельность Священного союза Аахенский конгресс 1818 г.: Аахен — это последняя конференция Четверного союза. До 1818 года, настаивает Нина Степановна, Четверной союз играл роль политической организации, а Священный союз в это время был в большей степени идеологической, чем политической организацией.

## Награды и почётные звания
Медаль «За доблестный труд в Великой Отечественной войне 1941—1945 гг.» и др.

Лауреат премии им. М. В. Ломоносова II степени (1980)

Кембриджским международным центром присвоено звание «Человек XX века», «Женщина 1992—1993 гг.» (1992)

Почётное звание «Заслуженный профессор МГУ» (1996)

## Основные работы
1. Восточный вопрос во внешней политике России. Конец XVIII — начало XX в. / отв. ред. Н. С. Киняпина. — М. : Наука, 1978. — 434 с. (в соавторстве).
2. Итоги и задачи изучения внешней политики России. Советская историография / отв. ред. А. Л. Нарочницкий. — Гл. 4 (в соавторстве). — М. : Наука, 1981. — 389 с.
3. Внешняя политика России первой половины XIX в. — М. : Наука, 1963. — 342 с.
4. Политика русского самодержавия в области промышленности (20 — 50-е годы XIX в.). — М. : Изд-во МГУ, 1968. — 454 с.
5. Внешняя политика России второй половины XIX века. — М. : Высшая школа, 1974. — 280 с.
6. Административная политика царизма на Кавказе и в Средней Азии в XIX веке // Вопросы истории. — 1983. — № 4. — С. 35 — 47.
7. Кавказ и Средняя Азия во внешней политике России (вторая половина XVIII — 80-е годы XIX в.) / Н. С. Киняпина, М. М. Блиев, В. В. Дегоев. — М. : Изд-во МГУ, 1984. — 328 с.
8. Дипломаты и военные. Генерал Д. А. Милютин и присоединение Средней Азии // Российская дипломатия в портретах. — М., 1992. — C. 221—238.
9. Балканы и проливы во внешней политике России в конце XIX века (1878—1898). — М. : Изд-во МГУ, 1994. — 208 с.
10. Черноморские проливы в планах правительственных кругов России (80-е годы XIX века) // Вестник Московского университета. — Сер. 8, история. — 1995. — № 5. — С. 3 — 10.
11. Александр Михайлович Горчаков // Вопросы истории. — 1997. — № 12. — С. 34 — 62.
12. Николай I: личность и политика // Вестник Московского университета. — Сер. 8, история. — 2000. — № 6. — С. 8 — 40.
13. Внешняя политика Николая I // Новая и новейшая история. — 2001. — № 1. — С. 192—210; № 2. — С. 139—152.
14. Первая серия публикации документов Российского министерства иностранных дел / Н. С. Киняпина, В. А. Георгиев // Новая и новейшая история. — 1977. — № 1. — С. 143—151.
15. Россия и освобождение Болгарии / под ред. И. А. Федосова. — М. : Изд-во Моск. ун-та, 1982. — 191 с. (в соавторстве).